# Île Perrot
Île Perrot är en ö i Saint Lawrencefloden i Kanada.   Den ligger i Montréals sydvästra förorter i provinsen Québec, i den sydöstra delen av landet, 140 km öster om huvudstaden Ottawa. Arean är 42 kvadratkilometer.
Kommunerna Notre-Dame-de-l'Île-Perrot, Terrasse-Vaudreuil, Pincourt och L'Île-Perrot ligger på Île Perrot.
Runt Île Perrot är det i huvudsak tätbebyggt. Runt Île Perrot är det tätbefolkat, med 286 invånare per kvadratkilometer.